# دارینگتون، ویلتشر
دارینگتون (به انگلیسی: Durrington) یک روستا و محله مدنی در بریتانیا است که در ویلتشر واقع شده‌است. دارینگتون ۷٬۳۷۹ نفر جمعیت دارد.